# L.S. Lowry
Laurence Stephen Lowry (Stretford, Gran Manchester, 1887 - Glossop, Derbyshire, 1967) fou un pintor modernista anglès, conegut com a L.S. Lowry. Fou especialment reconegut pels seus paisatges industrials, paisatges marins i també per la representació de la vida urbana de Manchester i del Nord-Est d'Anglaterra.

## Biografia
Lowry va néixer l'1 de novembre de 1887 a Barrett Street de Stretford, Lancashire, Anglaterra.
El seu pare, Robert, era empleat d'una immobiliaria i la seva mare, Elizabeth una pianista amb molt talent. El 1998 la família vivia a Victoria Park, un barri al sud de Manchester, però degut a les dificultats econòmiques el 1909 es van trasl·ladar a Pendlebury, una zona industrial entre Manchester i Bolton.

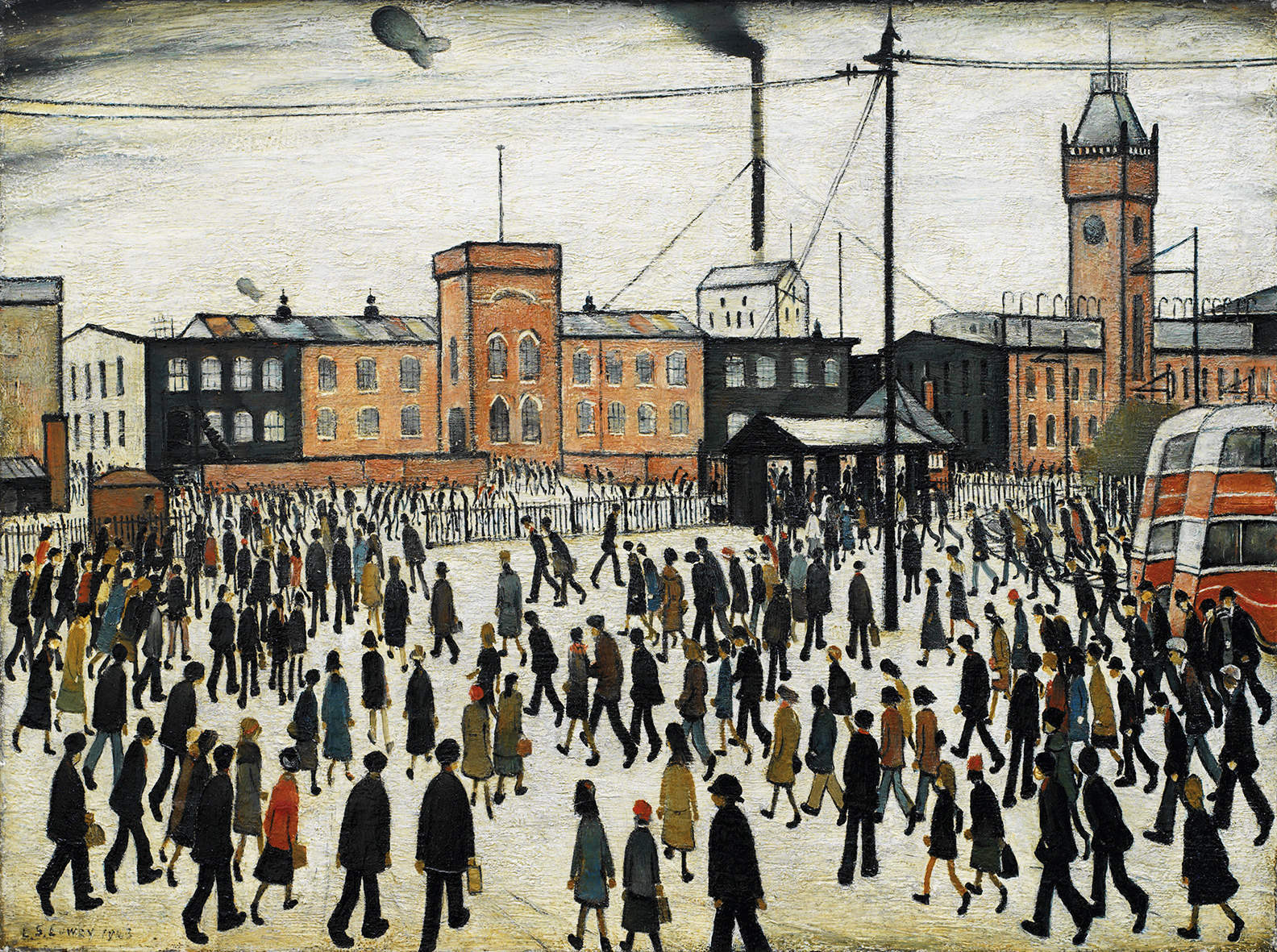
Going to work, 1943

Va estudiar dibuix i pintura al Municipal College of Art (1905-1915) on va tenir de professor a Pierre Adolphe Valette. que li va fer conèixer l'obra de pintors impressionistes com Claude Monet i Camile Pissarro. Més tard (1921-1925) va estudiar a la Manchester Metropolitan University (Manchester Academy of Fine Arts), on un dels seus tutors, el crític d'art Bernard Taylor li va retreure que els seus quadres eren massa foscos; a partir d'aquell moment Lowry va utilitzar la tècnica dels fons blancs.
Va treballar en una empresa d'auditoria i en una companyia d'assegurances, fins que el 1910 va incorporar-se a la Pall Mall Property de Manchester on hi va estar fins a la seva jubilació el 1952.
Durant els bombardejos de la Segona Guerra Mundial, Lowry va fer de voluntari des del terrat d'uns grans magatzems com des d'on podia avisar de possibles incendis.

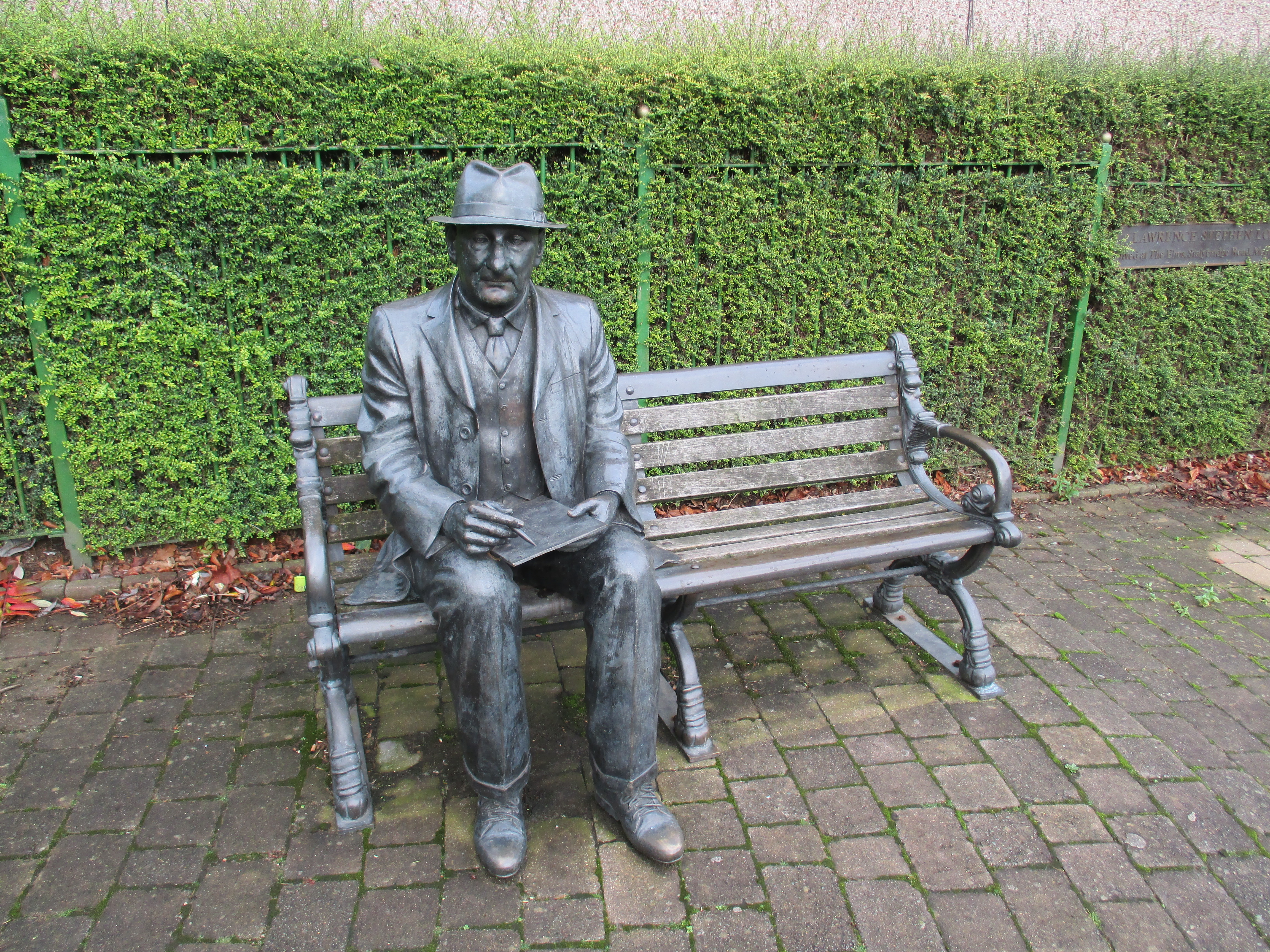
L.S. Lowry, memorial a Mottram

El 1932 va morir el seu pare deixant molts deutes, i el 1939 va morir la seva mare.
Solter i sense fills va morir el 23 de febrer de 1976 a l'hospital Woods de Glossop, i està enterrat a Manchester.

### Característiques de la seva pintura
Malgrat la seva formació inicial amb la influència del seu professor Valette, Lowry mai va utilitzar les tècniques ni la gama de colors emprats pels pintor impressionistes, i sovint reafirmava que només utilitzava cinc colors: vermelló, negre marfil, blau de prússia, groc ocre i blanc. De fet el seu pintor favorit era el pre-rafaelita, Dante Gabriel Rossetti.
Els seus treballs manifesten una certa fascinació per la vida metropolitana, pels obrers, les masses de vianants i les fàbriques amb les xemeneies fumejant. En la majoria dels seus dibuixos i pintures destaca la presència de petites i estilitzades figures humanes que s'han definit com a "homes-llumí". La destrucció provocada per l'aviació alemanya va canviar totalment el paisatge urbà, resultat que va reflectir en moltes de les seves obres.
Com a seguidor del Manchester City va pintar diversos quadres on reflectia els partits o els afeccionats anant cap el camp.

### Fites més destacades de la carrera com a pintor
1919: Primera exposició col·lectiva a la Manchester Academy of Arts
1921: Venda d'una de les seves primeres pintures "The Lodging House"
1926-1930: Diverses exposicions col·lectives a Manchester, París i Japó.
1932: Primera exposició individual a Manchester
1933: Exposa a la Royal Society of British Artist, i el 1933 escollit membre d'aquesta entitat.
1939: Exposa per primer cop a la galeria Reid and Lefevre de Londres, amb qui col·laborara durant molts anys.
1952: Present al MoMA de Nova York.
1955: Membre de la Royal Academy of Arts.
.

## Obres destacades
| ANY  | TÍTOL                               |
| ---- | ----------------------------------- |
| 1930 | Coming from the mill                |
| 1939 | Market scene, Northern town         |
| 1943 | Going to work                       |
| 1946 | Level crossing                      |
| 1949 | The Cripples The Football Match     |
| 1950 | The Pond                            |
| 1953 | The funeral party                   |
| 1956 | Francis Terrace, Salford 3          |
| 1957 | Portrait of Ann Man lying on a wall |
| 1959 | Yachts                              |
| 1960 | Station Approach                    |

Algunes de les seves obres han assolit preus molt alts, com es el cas de "Station Aproach" subhastat el juny de 2014 per 2,3 milions de lliures, o "The Railway Platform" venut el 2015 per 1,6 milions de lliures.

## L. S. Lowry en el cinema i la televisió
1957: La BBC fa un primer documental sobre Lowry per a la televisió
1965: Granada Televisió produeix un documental de Leslie Woodhead sobre Lowry.
2019: La pel·lícula Mrs Lowry & Son (La Sra. Lowry i el seu fill), dirigida per Adrian Noble i protagonitzada per Timothy Spall i Vanessa Redgrave, mostren la tensa relació entre L.S. Lowry i la seva mare.

## The Lowry

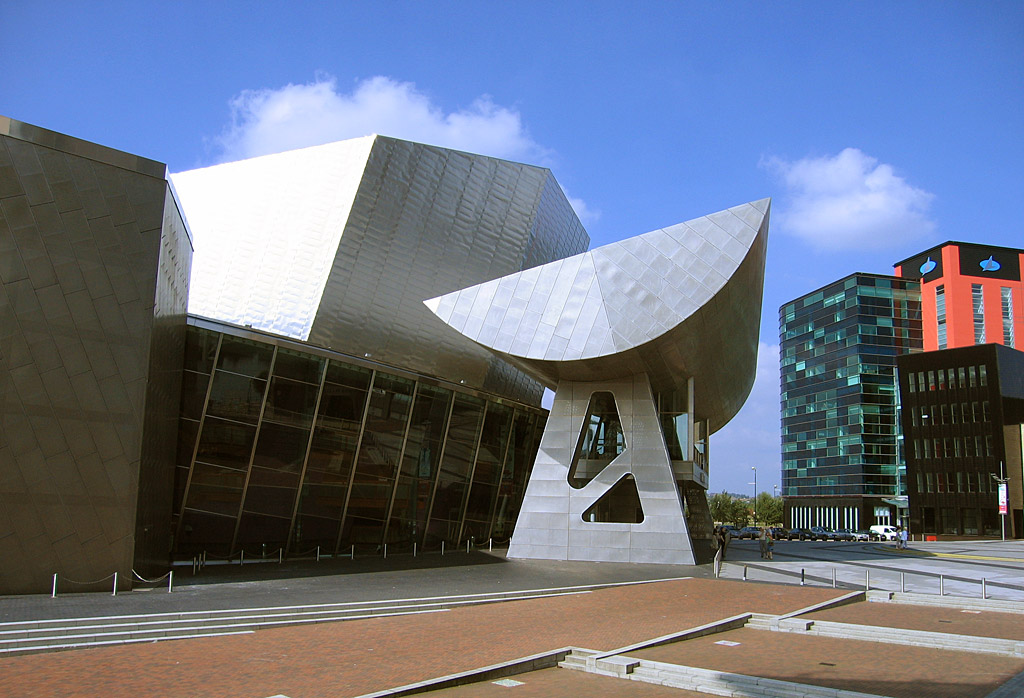
The Lowry

El 12 d'octubre de 2000, la reina Isabel II va inaugurar el The Lowry, un complex situat a Saldford Quays als afores de Manchester que integra dos teatres, una sala petita i una galeria d'art amb una col·lecció de 400 obres de L.S. Lowry.